# شهرستان کالین (تگزاس)

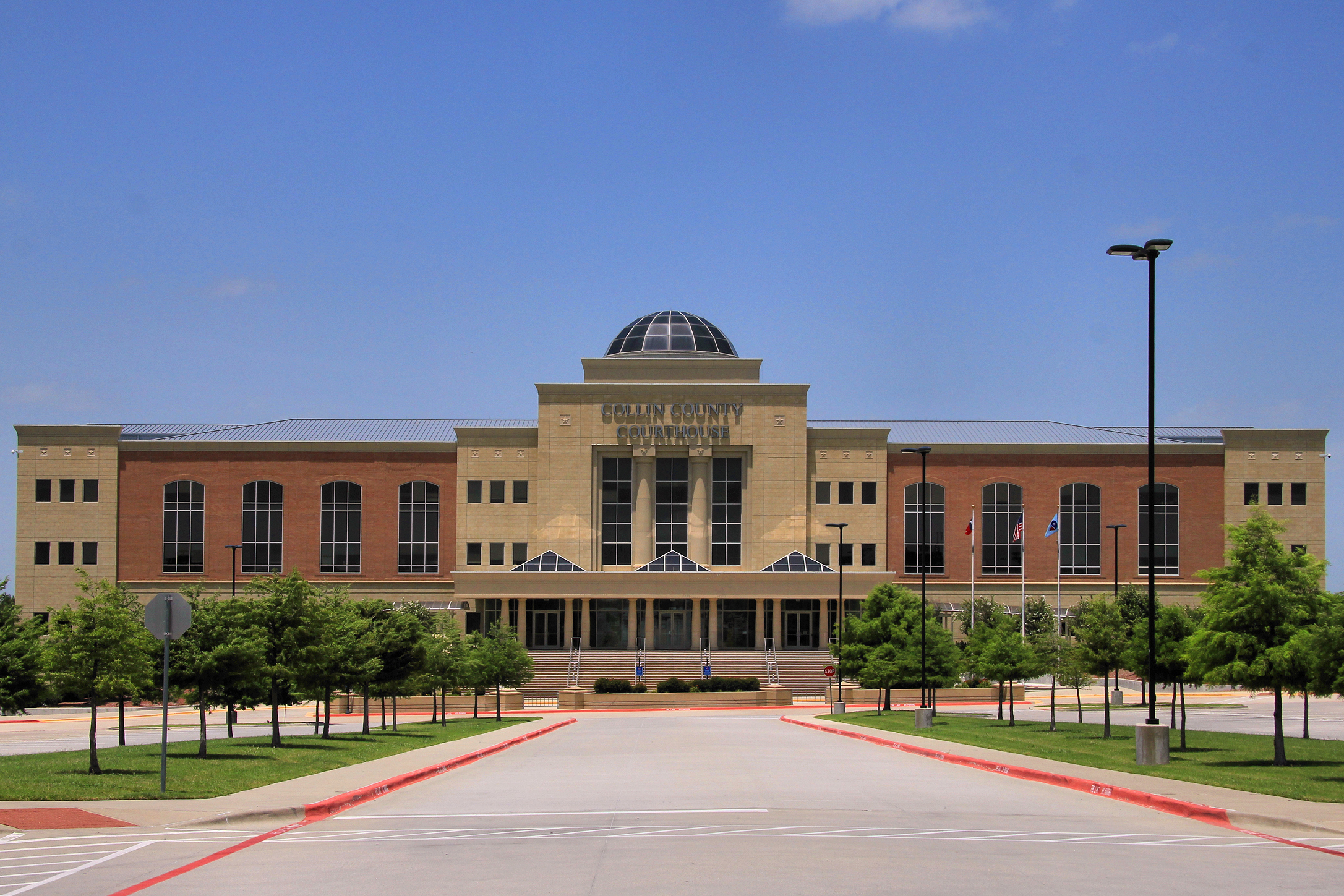
نمایی از ساختمان دادگاه شهرستان کالین در ایالت تگزاس - ۲۰۱۴

شهرستان کالین در ایالت تگزاس آمریکا قرار دارد. بر طبق آمار ارائه شده از سوی اداره آمار آمریکا، جمعیت این شهرستان برابر با ۷۸۲.۳۴۱ نفر در سال ۲۰۱۰ بوده‌است.

## نام
نام این شهرستان برگرفته شده از نام شخصی به نام کالین مک‌کینی است. این شخص از جمله‌ی پنج نفری بود که پیش‌نویس استقلال تگزاس از مکزیک را تهیه و جزء کهن‌سال‌ترین شخص در بین ۵۹ نفری بود که آن را امضاء کردند (و در نتیجه جمهوری تگزاس تأسیس شد).